# A Festa da Menina Morta
A Festa da Menina Morta é o primeiro longa-metragem dirigido pelo ator Matheus Nachtergaele e lançado em 2008. As filmagens aconteceram no município de Barcelos, no estado do Amazonas.
O filme ganhou dois Prêmios APCA: um na categoria melhor filme de ficção e o outro pela melhor direção de fotografia de Lula Carvalho.

## Enredo
Todos os anos, há duas décadas, a cidade celebra a festa da menina morta, quando a cidade recebe peregrinos que desejam obter a bênção de um jovem santo, conhecido como Santinho, que recebeu esses poderes após o suicídio da mãe, quando recebeu em suas mãos, da boca de um cachorro, os trapos do vestido de uma menina desaparecida que todos os anos fala pela boca do santo em transe.

## Elenco
- Daniel de Oliveira.... Santinho
- Juliano Cazarré.... Tadeu
- Jackson Antunes
- Cássia Kiss
- Dira Paes....Diana
- Paulo José
- Ednelza Sahdo... Tia
- Rosa Malagueta.... Malagueta
- Francisco Mendes...Anderson.